# Apophylia nobilitata
Apophylia nobilitata es un coleóptero de la familia Chrysomelidae.
Fue descrita científicamente por primera vez en 1871 por Gerstacker.